# La Oroya
La Oroya är en stad i Peru, centralort i distriktet med samma namn och i provinsen Yauli som ligger i departementet Junín. Staden är knutpunkt för tre vägar i centrum av landet: en mot kusten (Lima); en annan mot söder (Jauja, Huancayo, Huancavelica och Ayacucho); och den tredje mot norr (Junín, Pasco, Tingo María och Pucallpa) och i öster mot (Tarma, La Merced, Satipo). 
Staden grundades som San Jerónimo de Callapampa den 20 juli 1681 och döptes om till Villa de La Oroya.

## Geografi
La Oroya ligger på en altitud av 3720 m ö.h. vid floden Mantaro som genererar en smal dal, 176 km öster om Lima. Den ligger på den östra sluttningen av Anderna. På grund av läget i den andinska punan och dess höjd är klimatet kallt och regnigt. Staden har en total yta av 388,42 km².

## Gruvdrift och metallurgi
Stora företag ägnar sig åt gruvdrift, såsom Doe Run Perú, Minera Chinalco, Volcán Compañía Minera, Compañía Casapalca, Austria Duvaz, Argentum, bland andra.